# 群馬県民の日
群馬県民の日（ぐんまけんみんのひ）は群馬県が1985年に制定した記念日。毎年10月28日にあたり、県内の公立学校が休校となる。その他各種イベントや施設の割引などが行われる。

## 経緯
1983年に第38回国民体育大会 (あかぎ国体)が行われ、県民の意識が高まったことがきっかけで「郷土の歴史を知り、郷土についての理解と関心を深め、自治の意識を高めるとともに、より豊かな郷土を築きあげることを期する日」として1985年に制定された。

## 当初の候補
1984年に設置された制定懇談会によって県民の日の候補として挙がったのは次の3つである。
- 10月28日
  - 1871年の10月28日 (旧暦)に初めて群馬県の名称が使用されたため。
- 8月21日
  - 1876年の8月21日に統廃合で群馬県がほぼ現在の形となったため。
- 10月15日
  - 1984年のあかぎ国体で秋季大会の開会の日であったため。

歴史的に由緒があり、記念事業が実施しやすい等の理由で10月28日が選ばれた。
なお、旧暦の明治4年10月28日は太陽暦で1871年12月10日にあたるが、忙しい年末を避け、太陽暦10月28日を県民の日に制定した。

## 記念事業
- 一部の県内の施設入場料割引や入場無料[3]
  - カリビアンビーチ
- ぐんまちゃんとの記念撮影

### 鉄道
- 上毛電気鉄道 - 鉄道の日＆群馬県民の日記念ワンデーフリーパスの販売
- 上信電鉄 - 鉄道の日記念、群馬県民の日記念一日全線フリー乗車券の販売
- わたらせ渓谷鐵道 - トロッコ整理券不要の群馬県民号をトロッコ列車で運転
- JR東日本高崎支社 - SL・EL 群馬県民の日号を信越本線で運行。各種旅行パックを販売。